# Blindträ
| Blindträ |
| --- |
| - Betydelse: Underlagsträ för faner - Olika namn: Blindträ eller lamellträ - Träslag: Gran eller furu (förr), spånskiva eller MDF-board (idag) |

Blindträ, eller med ett annat namn lamellträ, är det massiva virke som är stommen i möbler eller inredning på vilket man limmar faner eller något annat ytskikt. I svenska möbler har tidigare gran, furu eller enklare lövträ använts som blindträ eller lamellträ. 
Lamellträskivor tillverkas av fyrkantstavar med ett mått av till exempel 25 mm eller andra lämpliga mått. Stavarna bestryks med lim och pressas till en homogen träskiva. Efter limmets härdning hyvlas skivorna inför den senare beläggningen av ytskikt.
Nuförtiden används spånskiva eller MDF-board. Även andra träskivor kan komma till användning.